# Lacus Clyne
Lacus Clyne (ラクス・クライン, Rakusu Kurain) est un personnage de l'Ère Cosmique (Cosmic Era), univers de fiction des séries d'animation japonaises Mobile Suit Gundam SEED ainsi que sa suite, Mobile Suit Gundam SEED DESTINY. Elle est interprétée par la chanteuse Rie Tanaka.
Coordinatrice et fille unique de Siegel Clyne, le président du Conseil Suprême des PLANT, elle est une chanteuse populaire des Colonies. Plus tard, elle devient également co-meneuse de la Faction Clyne, groupe d'opposition formée par son père.

## Personnalité et caractère
Dans ses toutes premières apparitions, Lacus Clyne semble être une jeune fille douce et naïve, mais c'est surtout dû à sa nature profondément pacifiste, voire idéaliste. Sous ses dehors de vedette de la chanson et icône de PLANT, c'est un personnage beaucoup plus profond qu'elle n'y paraît, et plus philosophique, comme le démontre le discours qu'elle tient tout au long de la série - principalement à propos du fossé qui se creuse de plus en plus entre Naturals et Coordinateurs, l'ironie d'appeler à la paix par la force, ou encore que les véritables causes de la guerre se trouvent dans le cœur même des gens, et non dans un quelconque événement politique. En tant que leader de la Faction Clyne, et plus tard de l'Alliance des Trois Vaisseaux, Lacus nous apparaît comme quelqu'un de charismatique, volontaire et déterminée à mener la guerre jusqu'à son terme, jusqu'à la paix. Tout comme son père, Siegel Clyne, Lacus rêve de former un monde où Naturals et Coordinateurs vivraient en harmonie, sans tenir compte du fait que ces derniers soient une avancée de l'espèce humaine. Etant une pacifiste, Lacus témoigne une profonde aversion pour la guerre, affirmant qu'il ne s'agit que d'un cercle vicieux d'attaques et de représailles.

## Compétences et capacités physiques
Lacus étant une coordinatrice, son corps et son esprit ont été modifiés pour être supérieurs à ceux d'un être humain normal. Mais son plus grand talent reste sans conteste sa voix d'or, qui a fait d'elle une icône populaire et très influente sur PLANT. Elle s'avère plutôt douée pour la délégation et le commandement, capacités qui s'accroissent dès qu'elle passe en "mode-SEED", c'est-à-dire lorsqu'elle active la puissance du SEED. Elle se sert de cette faculté essentiellement pour commander l'Eternal, comme dans le dernier épisode de Gundam SEED

## Gundam SEED

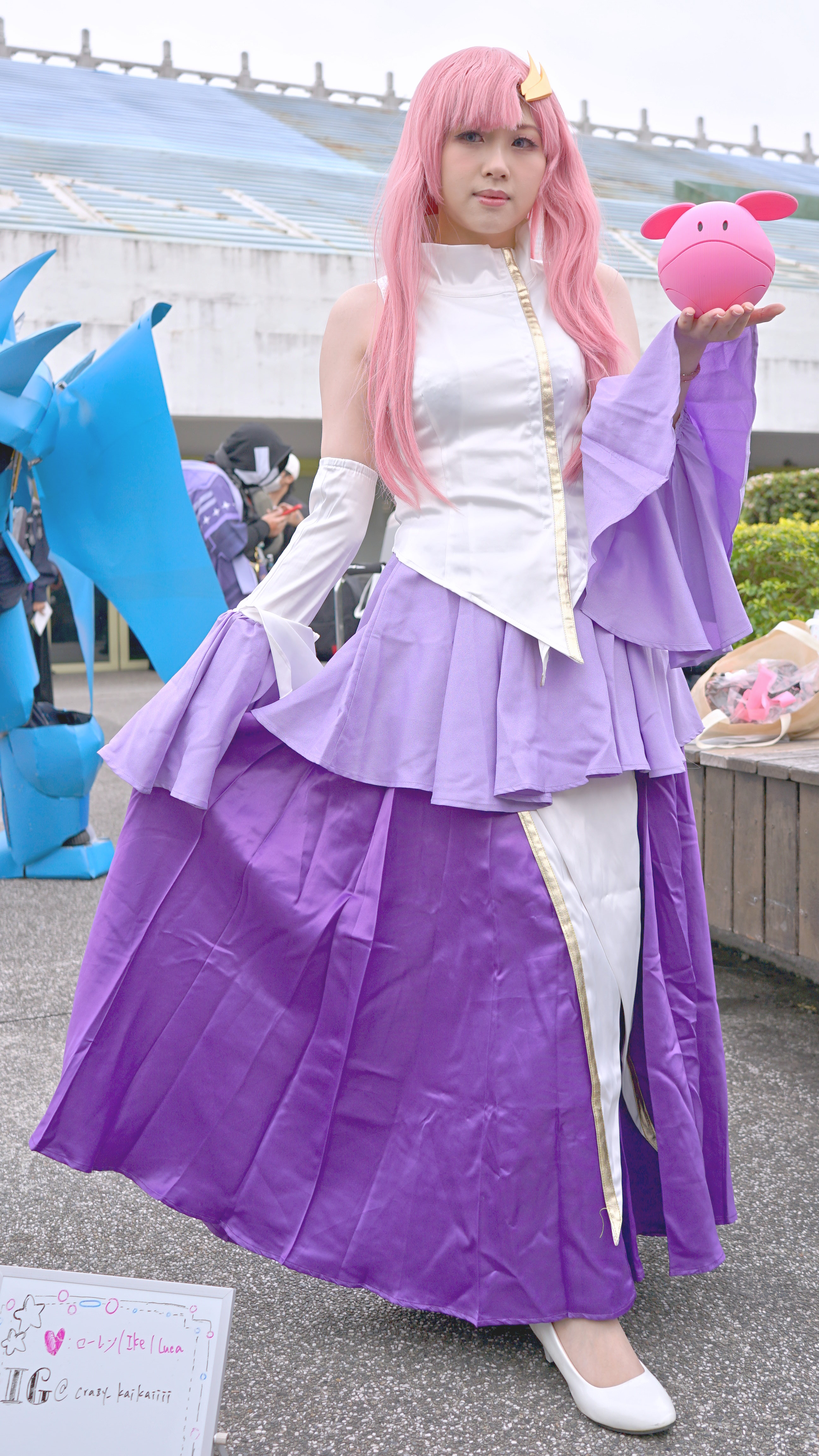
Costumade de Lacus Clyne (en tenue civile ; avec une figurine à l’effigie de Pink‑chan) durant la Fancy Frontier 42 de février 2024 à Taipei (Taiwan).

Lacus Clyne est la fille du Président du Conseil suprême de PLANT, Siegel Clyne. Fiancée à Athrun Zala pour raisons politiques, elle semble entretenir avec lui une relation proche, bien qu'il n'existe entre eux que de l'affection, et non de l'amour. Lors des conflits qui opposent PLANT à l'Alliance Terrestre, elle rencontre Kira Yamato et va en tomber amoureuse.

### Première rencontre avec Kira
Alors qu'elle se trouve à bord du vaisseau civil Silverwind, qui fait route vers les ruines Junius Seven, le vaisseau est attaqué par une escouade de Mobile Suits de l'Alliance Terrestre dirigée par Kenav Luchini, qui croit avoir affaire à un vaisseau militaire. Alors que la bataille fait rage, Lacus est évacuée via une capsule de survie, finalement sauvée par le GAT-X105 Strike de Kira et ramenée à bord de l'Archangel.
Bien qu'ils soient ennemis par la force des choses, Lacus se montre douce et polie envers tout l'équipage, si bien que la plupart vont la traiter de la même manière. Cependant, cette vision n'est pas partagée par tout le monde : Flay Allster refuse de lui serrer la main et se montre agressive envers elle, sous prétexte qu'elle est une coordinatrice.
Plus tard, lorsque l'escorte du père de Flay, le ministre Flay, se fera attaquer par les troupes de ZAFT, Flay menace d'amener Lacus sur le pont et de la tuer si ZAFT ne cesse pas son attaque. Cependant, avant que quelqu'un ait pu esquisser le moindre geste, son père meurt dans l'explosion de son vaisseau, le Montgomery. Lacus se montre très malheureuse pour Flay, comprenant ce qu'elle peut ressentir, malgré sa condition précaire de semi-otage. Voyant que l'attaque de ZAFT se poursuit, Natarle Barjule les informe que la jeune fille se trouve à bord de l'Archangel, les obligeant à arrêter les offensives. Elle surprend Kira, effondré sur le pont d'observation, après avoir subi la colère de Flay, ravagée par la haine et la rancœur à l'encontre de tous les Coordinateurs, et fait de son mieux pour le consoler. C'est à ce moment qu'elle apprend que Kira et Athrun sont amis d'enfance.
Pour la remercier, Kira la fera échapper du vaisseau, la confiant à Athrun. Cependant, il refuse une nouvelle fois de s'allier à ZAFT, sous prétexte de protéger ses proches, restés sur l' Archangel, ce qui attriste Lacus ; elle sait bien en effet que Kira et Athrun sont tous les deux des gens biens, mais contraints de se battre l'un contre l'autre à cause d'une guerre qui les dépasse. Profitant de ce qu'Athrun retournait avec Lacus sur le Vesalius, Raw Le Creuset déclenche un assaut contre l' Archangel, à bord de son ZGMF-515 CGUE. Lacus s'empare rapidement d'un interphone et lui ordonne d'arrêter l'attaque, en raison de son rôle de représentante du mémorial de Junius Seven.

### Retrouvailles avec Kira
Plus tard dans la guerre et après une violente bataille qui l'a opposé à Athrun, Kira est trouvé inconscient sur la plage par le Révérend Malchio, un ami de la famille de Lacus, et transporté dans un état critique jusqu'au manoir des Clyne. S'improvisant infirmière pour l'occasion, Lacus soigne Kira avec l'aide de son père et du Révérend Malchio, lui assurant qu'il est ici en tant qu'invité et à l'abri dans la maison des Clyne. Cependant, lorsque Siegel Clyne reçoit un message l'avertissant que la base de l'Alliance Terrestre JOSH-A est sur le point de se faire attaquer par ZAFT, Kira décide de retourner sur la Terre pour venir en aide à ses proches. En réponse, Lacus emmène un Kira travestit en soldat de ZAFT jusque dans les locaux de la base et l'aide à voler le ZGMF-X10A Freedom. Elle lui transmet également du courage par un baiser sur la joue, qui lui montre toute son affection et son soutien.
À cause de son implication dans cette affaire de vol, Lacus et son père sont accusés d'être des traîtres et doivent se cacher, fondant ainsi la Faction Clyne, un groupe de résistants à travers lequel Lacus et son père tentent d'informer les gens des ambitions destructrices de Patrick Zala, celui-là même qui les a fait condamner. Seule Lacus en réchappera, son père se faisant tuer par les sbires de Patrick Zala. Clandestine, Lacus rencontre de nouveau Athrun et lui expose son avis sur la guerre, l'aidant à prendre une décision finale quant à sa volonté de se battre. Mais à ce moment, des soldats de PLANT essaient de l'assassiner, et la jeune fille ne doit la vie sauve qu'à l'intervention d'Athrun et la Faction Clyne arrivée en renfort, notamment Martin DaCosta.

### L'Alliance des Trois Vaisseaux
Vers la fin de la Bloody Valentine War, Lacus quitte PLANT avec un vaisseau de soutien, l' Eternal et rejoint le Kusanagi, vaisseau de l'Union Orb, allié avec l' Archangel, récemment sorti de l'Alliance Terrestre, formant ainsi l'Alliance des Trois Vaisseaux, un groupe décidé à mettre fin à la guerre. Ses retrouvailles avec Kira seront emplies du chagrin causé par la mort de Siegel Clyne, que Lacus pleure amèrement.
Lorsque Kira découvre qu'il est le fruit d'une expérience scientifique cherchant à créer un Coordinateur Ultime, Lacus le réconforte en lui disant qu'elle a été très heureuse de faire sa rencontre, malgré toute la tristesse que cela a engendré, pour l'un comme pour l'autre. Lacus avoue finalement son amour pour Kira lorsqu'elle lui offre sa bague, peu avant la bataille finale de Jachin Due, lui demandant de revenir sain et sauf. Kira la remercie d'un baiser sur la joue et lui promet de revenir. Pendant la bataille, Lacus tente d'organiser un cessez-le-feu, mais elle échoue.
Dans l'épisode 49, elle se révèle dotée du SEED ; ses pupilles se dilatent, à l'instar des personnages acquérant cette faculté, et elle prononce un discours sur la guerre et la mort, bien qu'aucune explosion de graine ne soit vue avant ; le même phénomène s'observe dans l'épisode 50 de Gundam SEED Destiny, toujours sans explosion de graine.

## Gundam SEED Destiny

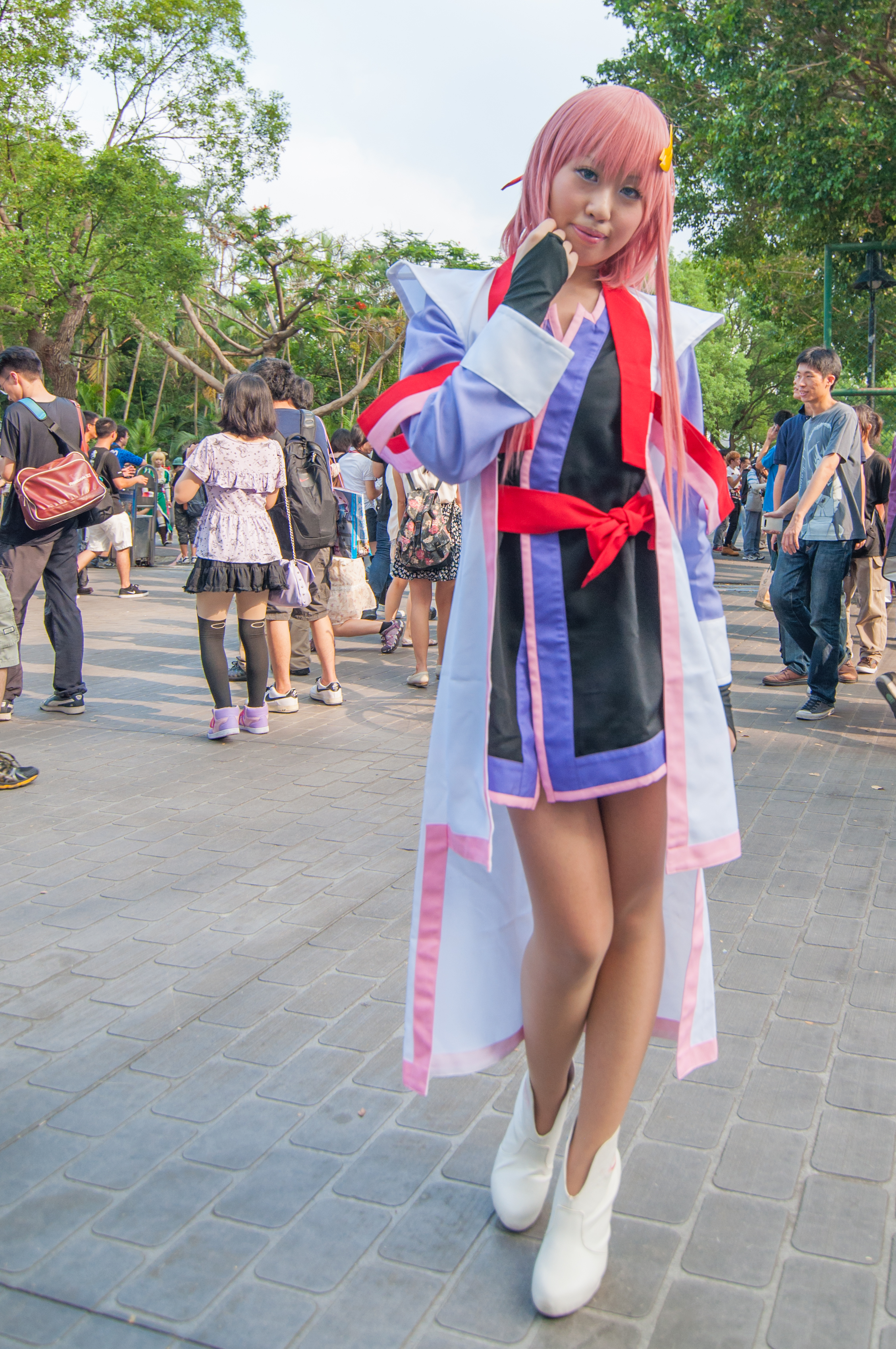
Costumade de Lacus Clyne (en tenue de combat) durant la Fancy Frontier 22 de juillet 2013 à Taipei (Taiwan).

### Vie à Orb
Au début de Gundam SEED Destiny, Lacus s'occupe avec Kira de l'orphelinat du Révérend Malchio dans les îles Marshall, jusqu'à ce qu'une catastrophe ne les oblige à tout quitter et à retourner auprès d'Andrew Waltfeld et de Maryu Ramias, sur Orb.Pendant ce temps, le nouveau Président de PLANT, Gilbert Durandal, ayant besoin d'une aide politique, engage la jeune Meer Campbell comme doublure de Lacus, afin d'influencer la population. La véritable Lacus est presque tuée dans une tentative d'assassinat des "Forces Spéciales Coordinatrices", mais leurs plans échouent et Kira les abat avec le Freedom. Lacus, accompagnée de Maryu, Kira, Andrew, Cagalli et d'autres membres de l'équipage de l' Archangel, se réunissent de nouveau pour mettre fin au conflit qui recommence. Lacus occupe le rôle d'officier de CIC sur l' Archangel, jusqu'au retour de Cagalli. Ce sera finalement Mirialla Haww qui reprendra le poste.

### Retour dans l'espace
Lacus, accompagné d'Andrew qui détourne une navette spécialement affrétée pour le double de Lacus, Meer Campbell, afin de s'en servir pour aller dans l'espace, découvre la situation qui règne sur PLANT. Ils rejoignent l'équipage de l' Eternal et l'usine satellite Terminal. Dans l'Edition Spéciale, la scène est modifiée et montre Kira la suppliant de revenir bientôt. Malgré son amour pour Kira, elle lui dit qu'il doit rester sur Terre, afin de venir en aide à Cagalli et l' Archangel. Dans le véritable épisode, Kira décide de cela lui-même. Après la découverte de la navette, Durandal déclare qu'elle n'est qu'une imposteuse, face à "sa" vraie Lacus, Meer.
Lorsque Lacus et l'équipage de l' Eternal sont découverts et attaqués par ZAFT, elle essaie de remettre à Kira et Athrun, alors sur Terre, deux nouveaux vaisseaux, le Strike Freedom et l' Infinite Justice. Kira arrive peu de temps après dans l'espace via le Strike Rouge de Cagalli et se trouve presque tué lorsque son Mobile Suit est détruit. Andy utilise son ZGMF-X88S Gaia pour couvrir Kira et lui permettre de retourner à l'Eternal, où son nouveau vaisseau l'attend. A bord, Kira et Lacus sont réunis et s'étreignent avec amour, avant que Lacus ne le mène vers son nouveau Mobile Suit, le Strike Freedom ; une fois de plus, elle s'inquiète pour lui, tout comme lorsqu'il a usé du Freedom pour la sauver sur Orb. Après son sauvetage, elle prend elle-même le Justice Infinite, afin de permettre à Kira de se battre. Elle se pose sur l' Archangel et, par ses mots, vient encore en aide à Atrhun, le décidant quant à sa position dans la nouvelle guerre.

### La levée du voile
Lacus révèle la supercherie concernant Meer en interrompant une retransmission télévisée de la plus haute importance, à la suite de la seconde bataille d'Onogoro. La plupart des gens sont choqués par cette révélation, y compris la Joule Team et l'équipage du Minerva, et même Durandal s'étonne que Lacus se trouve à Orb. Lors de sa diffusion, elle dénonce clairement les actions du Président Durandal, mais aussi celles de Lord Djibril, affirmant que la guerre est la responsabilité de chacun, puisqu'ils sont les créateurs de ce monde. Après cette diffusion, la Terre et PLANT ne vont plus savoir qui des deux est la véritable Lacus.
Plus tard, Lacus et Kira avoue aux membres de l'équipage que Durandal a tenté d'assigner des gènes comportementales à chaque être humain, afin de supprimer les guerres et les conflits. Ce faisant, personne ne pourra plus prendre de décisions si cela ne correspond pas au destin qui lui est réservé. Terminal tentera d'arrêter Durandal avant qu'il ne mette en place son "Destiny Plan".
Après l'attaque soudaine de PLANT par Lord Djibril, Lacus retourne dans l'espace et reprend le commandement de l' Archangel. Elle se joint à Kira, Athrun et Meyrin Hawke pour gagner la Lune, où elle est contactée par Meer. Bien qu'Athrun et Meyrin tentent de la mettre en garde contre ce qui semble être un piège, Lacus choisit de rencontrer Meer, qui se fait tuer à la suite de la fusillade dans l'amphithéâtre. Après des funérailles sur l' Archangel, Lacus et les autres lisent le journal intime de Meer pour la comprendre et sont touchés par ses pensées. Lors du retour de Durandal à la télévision, Lacus l'observe avec une expression qu'on ne lui connaissait pas.
À la fin de Gundam SEED Destiny, Lacus mène le Terminal et le gros des forces contre Durandal. Une fois de plus, elle tente de convaincre ZAFT de se retirer du conflit, au nom de l'humanité, mais elle est prise pour la fausse Lacus et, désignée comme membre de Logos, elle est attaquée.
Après la mort de Durandal, elle est invitée à retourner sur PLANT, où elle sert de médiatrice entre ZAFT et les autres nations. À la fin de Gundam SEED Destiny "Final Plus", elle est montrée remontant l'allée jusqu'au Conseil Suprême de PLANT. On ignore donc si elle poursuivra son rôle de médiatrice, si elle deviendra membre du Conseil, ou son nouveau Président, comme son père avant elle.

## Haro
Lacus est généralement accompagnée d'un petit Haro rose, renommé Pink-chan, dans la version japonaise, et que Athrun lui a donné. Au fil du temps, elle a reçu de lui de nombreux autres petits robots, mais Pink-chan reste son favori, celui qu'elle emmène partout avec elle et qui apparaît dans quelques-uns de ses clips. Il lui tient compagnie et est même capable de parler, avec un vocabulaire très limité cependant, puisqu'il se contente de répéter les dernières phrases de Lacus, comme un perroquet.

## Autre

### Autour du personnage
- Le personnage de Lacus est inspiré ce lui de Relena Darlian de Mobile Suit Gundam Wing
- Mitsuo Fukuda, le réalisateur de Gundam SEED a déclaré en 2003 s'être inspiré d'Audrey Hepburn pour concevoir son caractère.
- Trois de ses chansons, Shizukana Yoruni, Mizu no Akashi et Fields of Hope peuvent être trouvées sur les OST de Gundam SEED.
- Chantal Strand qui l'interprète en version chantée a aussi doublé Feldt Grace de Mobile Suit Gundam 00.